# سرگی پترنکو (بازیکن هاکی روی یخ)
سرگی پترنکو (روسی: Сергей Анатолъевич Петренко؛ زادهٔ ۱۰ سپتامبر ۱۹۶۸) بازیکن هاکی روی یخ اهل اوکراین بود.